# Фурман Михайло Костянтинович
Михайло Костянтинович Фурман (5 вересня 1904, село Богедшан?, тепер Олександрійського району Кіровоградської області — ?) — радянський партійний діяч, секретар Кам'янець-Подільського і Волинського обласних комітетів КП(б)У.

## Біографія
З жовтня 1926 по 1929 рік служив у Червоній армії.
Член ВКП(б) з 1929 року. 
Перебував на відповідальній партійній роботі.
З 1938 до грудня 1939 року — 1-й секретар Сатанівського районного комітету КП(б)У Кам'янець-Подільської області.
У грудні 1939 — липні 1941 року — 3-й секретар Кам'янець-Подільського обласного комітету КП(б)У.
З липня 1941 року — в Червоній армії, учасник німецько-радянської війни. З серпня 1941 року служив заступником начальника політичного відділу 16-ї авіаційної дивізії 21-ї армії Південно-Західного фронту. З червня 1942 року — заступник начальника політичного відділу 2-ї гвардійської бомбардувальної авіаційної дивізії 8-ї повітряної армії Південного фронту. На 1945 рік — заступник начальника політичного відділу 15-ї гвардійської штурмової авіаційної дивізії.
У лютому (затв. у вересні) 1946 — вересні 1952 року — 3-й секретар Волинського обласного комітету КП(б)У.
У квітні (затв.) 1953 — серпні 1955 року — секретар Волинського обласного комітету КПУ.
У серпні 1955 — 3 січня 1958 року — 1-й заступник голови виконавчого комітету Волинської обласної ради депутатів трудящих.
3 січня 1958 — 1960 року — завідувач відділу соціального забезпечення Волинської обласної ради депутатів трудящих.
Подальша доля невідома.

## Звання
- батальйонний комісар
- гвардії майор
- гвардії підполковник

## Нагороди
- орден Вітчизняної війни ІІ ст. (28.11.1945)
- два ордени Трудового Червоного Прапора (23.01.1948, 26.02.1958)
- орден Червоної Зірки (20.06.1943)
- медаль «За відвагу» (23.02.1942)
- медаль «За оборону Сталінграда» (1942)
- медаль «За перемогу над Німеччиною у Великій Вітчизняній війні 1941—1945 рр.» (1945)
- медалі